# Anthemius

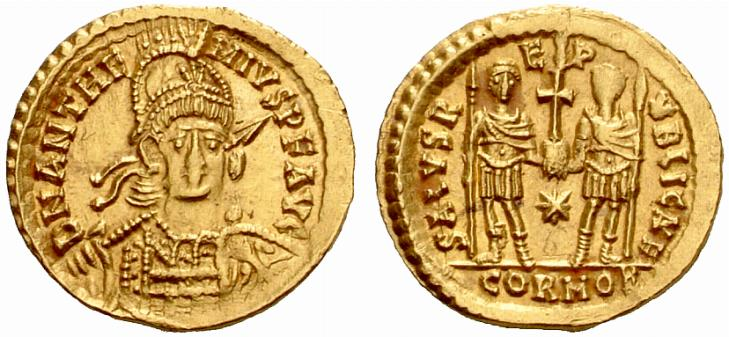
Solidus des Anthemius. Die Rückseite zeigt den Kaiser mit seinem oströmischen Amtskollegen Leo sowie die Umschrift SALVS REI PVBLICAE (Das Wohl des Staates).

Flavius Procopius Anthemius (altgriechisch Προκόπιος Ανθέμιος; * um 420 in Konstantinopel; † 11. Juli 472 in Rom) war weströmischer Kaiser von 467 bis 472. Er war der Sohn des Heermeisters Procopius und Schwiegersohn des oströmischen Kaisers Markian (450–457).

## Leben

### Aufstieg zum Kaiser
Anthemius war mütterlicherseits der Enkel des gleichnamigen Prätorianerpräfekten, der um 410 faktisch die Regierungsgeschäfte für den jungen oströmischen Kaiser Theodosius II. geführt hatte. Sein Vater Procopius war unter demselben Kaiser 424 Heermeister des Ostens (magister militum per Orientem) gewesen, gehörte also zu den höchsten Generälen des Reiches. Über diesen stammte er angeblich auch von Procopius ab, der seinerseits ein entfernter Verwandter der konstantinischen Dynastie gewesen war. Anthemius stammte mithin aus einer Familie der Hocharistokratie.
Wohl irgendwann nach seiner Regierungsübernahme im Jahr 450 gab ihm Kaiser Markian seine Tochter Euphemia zur Frau und übertrug ihm als comes das Kommando in einem Feldzug gegen die Goten und Hunnen an der Donau. Nach seiner Rückkehr ernannte er dann seinen Schwiegersohn zum Konsul für das Jahr 455 sowie zum patricius und zum magister militum praesentalis. Als Schwiegersohn Markians und amtierender magister militum praesentalis hatte er nach dessen Tod 457 eigentlich beste Aussichten auf die oströmische Kaiserwürde, doch setzte sich mit Hilfe des zweiten Heermeisters Aspar stattdessen Leo als neuer Herrscher durch. Dennoch blieb Anthemius weiterhin eine wichtige und prominente Figur in der Hauptstadt Konstantinopel. 466 war er Kommandant der Flotte am Hellespont; wohl 466/467 kämpfte er gegen den Hunnenführer Hormidac.
Der Heermeister Ricimer, der zu dieser Zeit mächtigste Militär in Italien und faktische Regent des Westreichs, bat 466 Leo I. um die Ernennung eines eigenen Kaisers für den Westen. Leo, der 465 formal selbst die Regierung auch im Weströmischen Reich übernommen hatte, da das westliche Kaisertum seit diesem Jahr vakant war, veranlasste, dass Anthemius Anfang 467 nach Italien geschickt und dort zum Westkaiser erhoben wurde. Ricimer erhoffte sich von Ostrom dafür militärische Unterstützung; Leo konnte sich seinerseits auf diese Weise elegant eines mächtigen Rivalen entledigen. Anthemius wurde in der ersten Januarhälfte 467 noch in Konstantinopel von Leo zum Caesar erhoben und erreichte Italien im Frühjahr 467; begleitet wurde er von einem starken Heer, das Leo finanziert hatte. Am 12. April 467 wurde er vor Rom zum Augustus ausgerufen. Er knüpfte Heiratsverbindungen mit seinem oströmischen Kollegen und bemühte sich insgesamt darum, die Idee einer staatsrechtlichen Einheit beider Hälften des Imperium Romanum zu propagieren.
Der neue Westkaiser versuchte sogleich, die beiden erstrangigen militärischen Herausforderungen zu lösen, die den Rest des Römischen Reichs im Westen betrafen und zusehend destabilisierten. Dies waren zum einen die unruhigen westgotischen foederati unter Eurich (II.), die sich insbesondere in Aquitanien niedergelassen hatten. Und zum anderen (und vor allem) stellten die Vandalen in Africa eine tödliche Bedrohung für Westrom dar: Ihr rex Geiserich residierte seit 439 in Karthago und befand sich seit 455 im Krieg mit der von seinem Rivalen Ricimer kontrollierten weströmischen Regierung in Ravenna; er schnitt Italien immer wieder vom lebenswichtigen nordafrikanischen Getreide ab und störte mit seiner Flotte den Frieden. Gelänge es Anthemius nicht, diese Bedrohung auszuschalten, so wäre seine Herrschaft zum Scheitern verurteilt.

### Herrschaft
Als Herrscher nannte sich der neue Kaiser Imperator Caesar Flavius Procopius Anthemius Augustus. Seine Regierung begann zunächst hoffnungsvoll. Er besaß die Rückendeckung Leos I. und zunächst auch die Ricimers, der Anthemius’ Tochter Alypia heiratete und ein Todfeind des Vandalenherrschers Geiserich war. Ein wichtiger Kommandeur in Illyrien, der Heermeister Marcellinus, gab seine bisherige Opposition gegen die Regierung in Italien auf und leistete den Treueeid auf den neuen Kaiser. Leo erkannte Anthemius unterdessen offiziell als iunior Augustus an und gab Befehl, das Bildnis seines Kollegen überall in der östlichen Reichshälfte gemeinsam mit seinem eigenen aufzustellen, um die Samtherrschaft der beiden Herrscher über das ungeteilte Imperium Romanum zu dokumentieren.
Der große Vandalenfeldzug, den beide Kaiser gemeinsam und mit gewaltigem Aufwand (65.000 Pfund Gold und 700.000 Pfund Silber brachte alleine Ostrom auf, um Flotte und Armee auszurüsten) durchführten, kam zunächst gut voran; das römische Heer soll insgesamt 100.000 Mann gezählt haben. Allerdings wurde es nach anfangs deutlichen Fortschritten – so gelang zum Beispiel die Zerstörung einer vandalischen Flotte – versäumt, auf diesen Erfolgen aufzubauen. Der Feldherr Basiliscus ermöglichte es Geiserich, die ankernde römische Flotte durch Brandschiffe zu vernichten (468), so dass man gezwungen war, sich nach Sizilien zurückzuziehen, wo Marcellinus, der dort gegen die Vandalen kämpfte, kurz darauf ermordet wurde. Ein oströmisches Landheer, das von Ägypten aus Richtung Karthago marschiert war, brach angesichts dieser Katastrophen den Feldzug ab und kehrte um. Ob Basiliscus nur Pech hatte oder ob er unfähig oder gar korrupt war, wie spätere Quellen behaupten, lässt sich kaum klären (da er 475 als Usurpator auftrat, mag sein Bild im Rückblick verzerrt worden sein). Das Scheitern des Feldzugs wurde jedenfalls auch Anthemius angelastet, obwohl dieser an den Operationen nicht direkt beteiligt gewesen war. Nach Ansicht von Forschern wie Peter J. Heather, Mischa Meier oder Henning Börm besiegelte das Scheitern des Feldzugs den Untergang Westroms, das im Falle einer Rückgewinnung Nordafrikas wohl noch eine realistische Überlebenschance besessen hätte; so aber konnte Geiserich weiter von seiner Machtbasis aus Italien destabilisieren.
Die Stellung des Kaisers war nach dieser Niederlage erschüttert, und viele wandten sich offenbar enttäuscht von Anthemius ab. Vereinzelt wurde er nun als „griechischer Kaiser“ (Graecus imperator) verunglimpft und ihm damit das Römertum abgesprochen, doch wurde diese Sichtweise von der weströmischen Oberschicht nicht allgemein geteilt. Problematischer war der Umstand, dass der Kaiser gegenüber Heiden und „Häretikern“ ungewöhnliche Toleranz zeigte, so dass der aus Rom stammende Messius Phoebus Severus, ein (angeblicher?) Heide, 470 Konsul und anschließend Stadtpräfekt wurde. Vergleichbares war in Rom seit sechs Jahrzehnten nicht mehr vorgekommen. Durch diese Politik geriet Anthemius in einen immer stärkeren Gegensatz zur römischen Kirche und deren mächtigen Bischöfen Hilarius (461–468) und Simplicius (468–483). Dieser Konflikt wurde vielleicht dadurch verschärft, dass der Kaiser ungewöhnlicherweise in Rom residierte und damit den Freiraum, den die dortigen Bischöfe beanspruchten, einschränkte. Ein Grund für das Verhalten des Herrschers mag in seiner oströmischen Herkunft zu sehen sein – der Patriarch von Konstantinopel wurde von den Kaisern traditionell weitaus stärker kontrolliert als die selbstbewussten Bischöfe von Rom; der Anspruch des Augustus, über der Kirche zu stehen, wurde in Ostrom kaum in Frage gestellt und musste fast zwangsläufig zu Konflikten mit dem stadtrömischen Klerus führen.
Den Kaiser plagten nach 468 leere Kassen, und da der Sold ausblieb, begann sich seine Armee langsam aufzulösen. Anthemius gab aber zunächst nicht auf und bemühte sich nun um militärische Erfolge gegen die Westgoten, die große Teile Südgalliens kontrollierten. Dabei erhielt er angeblich Unterstützung durch (den) Riothamus, der zwar in Britannien (oder eher in Aremorica), und damit recht weit entfernt vom Kreis der möglichen Parteigänger, herrschte, ihn aber mit seiner Armee verstärkte, um den Westgotenkönig Eurich anzugreifen. Eurich war jedoch in der Lage, sowohl das Heer des Riothamus als auch die römischen Truppen, die von Anthemiolus, einem Sohn des Kaisers, kommandiert wurden, zu schlagen (470/71), nur um danach auch noch mehrere gallische Städte zu besetzen, die bislang noch in römischer Hand gewesen waren. Zudem pflegte Eurich beste Kontakte zu Ricimer, der am Scheitern des kaiserlichen Feldzugs vielleicht nicht unschuldig war.

### Krankheit und Tod
Nach all diesen Misserfolgen wurde Anthemius 470 offenbar ernsthaft krank. Angeblich im Glauben, dass er Zauberei ausgesetzt sei, übte er Rache an verschiedenen prominenten Männern, allen voran dem hochrangigen Beamten (magister officiorum) Romanus, dem er möglicherweise mit Recht vorwarf, nach dem Kaisertum zu trachten: Wahrscheinlich hatte Anthemius ein vermeintliches oder tatsächliches Komplott aufgedeckt. Mit 6.000 Elitesoldaten, die für den Vandalenkrieg gerüstet waren, zog Ricimer daraufhin von seiner Basis Mailand aus gegen den Kaiser, doch konnte zunächst noch eine vorläufige Versöhnung ausgehandelt werden. Hinter all diesen Ereignissen stand vermutlich der Konflikt zwischen dem mächtigen Kaisermacher Ricimer und dem Augustus, der sich dem Einfluss des Heermeisters zu entziehen suchte und wohl deshalb nicht in Mailand oder Ravenna, sondern wie gesagt in Rom residierte. Der Ostkaiser Leo, der 471 seinen mächtigen Heermeister Aspar hatte ermorden lassen, soll Anthemius geraten haben, mit Ricimer genauso zu verfahren (Johannes Malalas 14,45). Der Streit eskalierte Anfang 472 erneut, woraufhin Ricimer dem Anthemius endgültig die Gefolgschaft aufkündigte und den Gegenkaiser Olybrius ausrief. Anthemius wurde offenbar anfangs von vielen Senatoren und Italikern, Ricimer von den zumeist „barbarischen“ Truppen und der um ihre Macht fürchtenden Reichskirche unterstützt. Es kam zu einem kurzen, aber heftigen Bürgerkrieg. Im Laufe der Zeit scheinen viele Senatoren die Seiten gewechselt zu haben, als sich das Kriegsglück gegen Anthemius wandte. Auch Leo entzog Anthemius nun offenbar seine Unterstützung und ließ sich von Ricimer zur Anerkennung von Olybrius bewegen. Der Konflikt endete fünf Monate später mit Ricimers Eroberung und Plünderung Roms sowie der Gefangennahme und anschließenden Hinrichtung des Anthemius, der noch versucht haben soll, als Bettler verkleidet zu entkommen, im Juli 472. Bemerkenswerterweise ließ ihm Ricimer ein Staatsbegräbnis zukommen. Sein Sohn Marcianus, Konsul des Jahres 469, erhob sich 479 erfolglos gegen Zenon.